# 測量員3號
測量員3號是測量員計畫的第三艘登月太空船，於1967年4月17日發射，在1967年4月20日登陸於月球風暴洋內的知海，並總共傳送6,315照片回地球。
當它登陸時，高反射的岩石迷惑了測量員3號的下降雷達，引擎未能按飛行計畫設定的在14尺 (4.3公尺) 的高度上關閉，導致太空船在表面彈跳了兩次。第一次彈跳的高度達到35尺 (10公尺)，第二次達到11尺 (3公尺)。随后，航天器以初速度0從11尺的高度落下，和月面进行第三次接触；这比當初計畫的14尺的引擎关闭高度更低，同时下降速度相当缓慢。因此，太空船最终实现了计划中的軟著陸。
這個任務是第一次攜帶土壤樣品挖斗，並且可以從安裝在延伸臂上的電視機看見實物的影像。這個挖斗安裝在一個電機驅動的機械臂上，總共挖了4道溝，溝的深度達到7吋 (180毫米)，並且利用太空船的攝影機將溝槽和挖出的樣本影像傳送回地球。當1967年5月3日進入月球的黑夜時，太空船關閉以保持電池的電力，但是在月球的黎明來臨時 (14個地球日，或是336小時)，太空船卻未能重新啟動繼續工作。
之後的阿波羅12號載人登月任務也選在此一位置，並且將測量員3號的一些零件帶回地球，以研究人造物體長期暴露在荒蕪的月球環境下所受到的影響。

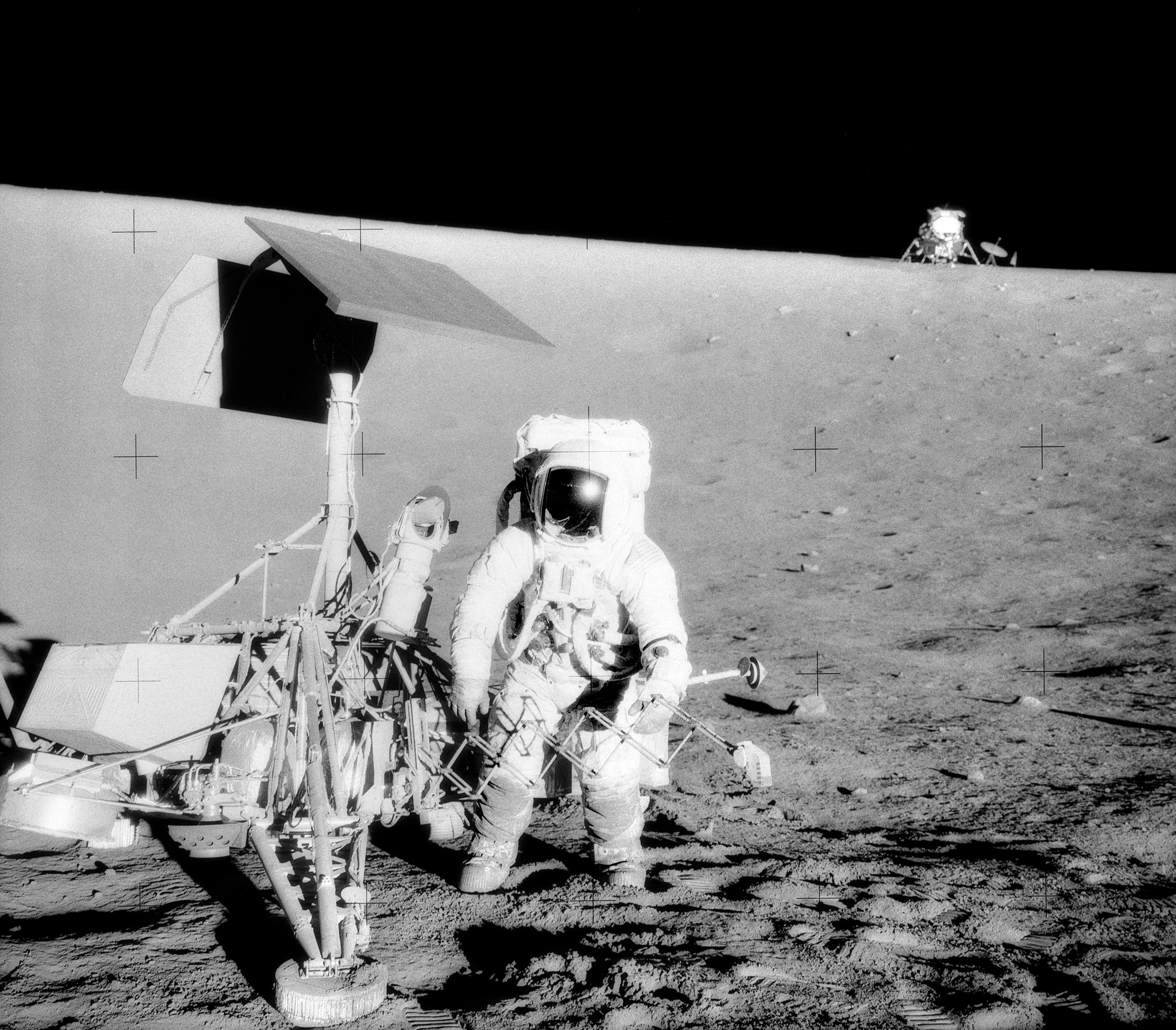
阿波羅12號登月模組的駕駛阿倫·L.·賓站在登月的測量員3號旁邊，背景是阿波羅12號的登月模組，無畏號。

根據廣泛的謠傳，一種常見的細菌，草綠色鏈球菌，意外的在太空船發射之前汙染了照相機的環境，並且在嚴苛的月球環境中休眠了兩年半後，在1969年從被阿波羅12號帶回地球的相機被檢測到
。這種論述已經被引用作為行星際胚種論的證據憑證，但更重要的是，導致美國國家航空暨太空總署採取更嚴謹的非生物程序，以防止太空探測對火星和其他被懷疑可能適合生物存在的天體可能造成的汙染；最顯著的就是為了避免撞擊歐羅巴可能造成的汙染，讓伽利略號太空船在木星的大氣層內燒毀。然而，獨立的研究人員挑戰此種論述 (參見在月球上的草綠色鏈球菌報告)。

## 科學儀器

### 電視

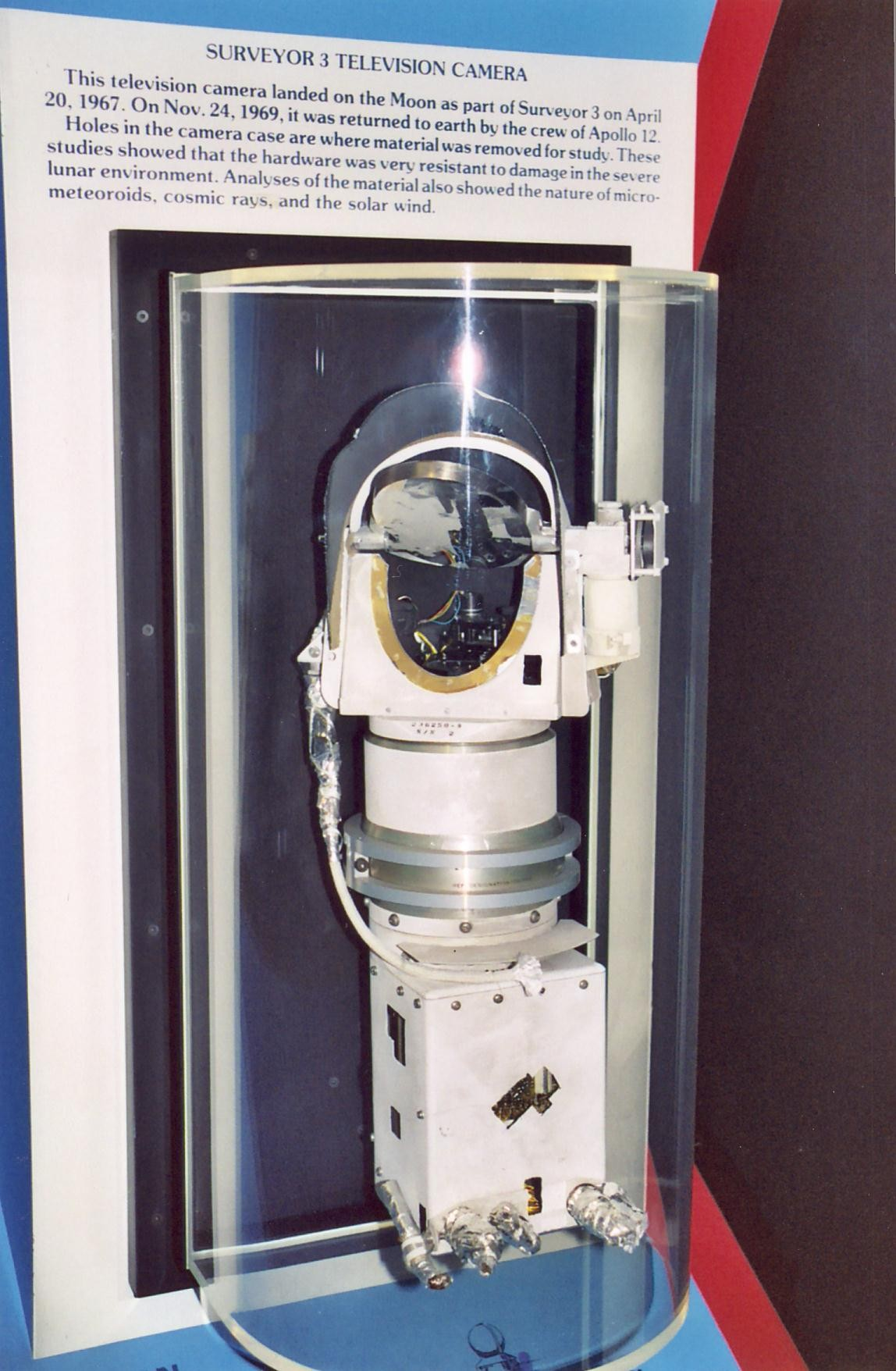
在美國國家航空與太空館展示，由阿波羅12號從月球帶回的測量員3號的攝影機。

電視攝影機包括一個电视摄像管，焦長25和100厘米的鏡頭、快門、濾鏡和虹膜，以和中心軸傾斜約16度的斜井角度安裝在太空船上。相機安裝在一片可以調整高度和方位的反射鏡下方，可以完全依照接獲的來自地球所傳送的命令，做適當的調整。對月球表面上從一個框架到另一個框架的調整範圍，在方位上超過360度，在Z軸上的調整範圍從地平上40度至地平下65度，600條和200條掃描線的模式都可以使用。最初的14張照片以200條掃描，透過全向性天線每61.8秒傳送一幅。每張200條線的完整照片，使用1.2千赫茲的頻寬，需要20秒的時間掃描。600條掃描線的影像透過定向天線，每3.6秒可以傳送一幅。從电视摄像管讀取600條的影像理論上只需要1秒鐘，使用的頻寬則是22萬赫茲。傳輸的資料被轉換成標準的閉路電視和公共廣播電視的訊號。電視影像在地球上以塗佈長效性荧光粉的慢速監視器呈現。這種長效性的選擇與影像播放速率能做最佳的匹配。每幅電視影像在接獲識別的訊號時開始顯示，並被與傳入影像相容的速率即時顯示在監視器上，這些資料都被影像磁帶機記錄下來。在1967年4月20日至5月3日之間，總共傳送了6315張影像，其中包括太空船、月球的調查、表面樣本的土壤結構觀察、和日食中的地球等影像。
阿波羅12號的登月模組在1969年11月登陸在測量員3號太空船的附近，太空人對這艘太空船進行調查並將大約10公斤的零件帶回地球，其中也包括現在展示在華盛頓特區史密松寧航空和太空博物館的測量員3號的攝影機。

### 表面的土壤結構取樣器

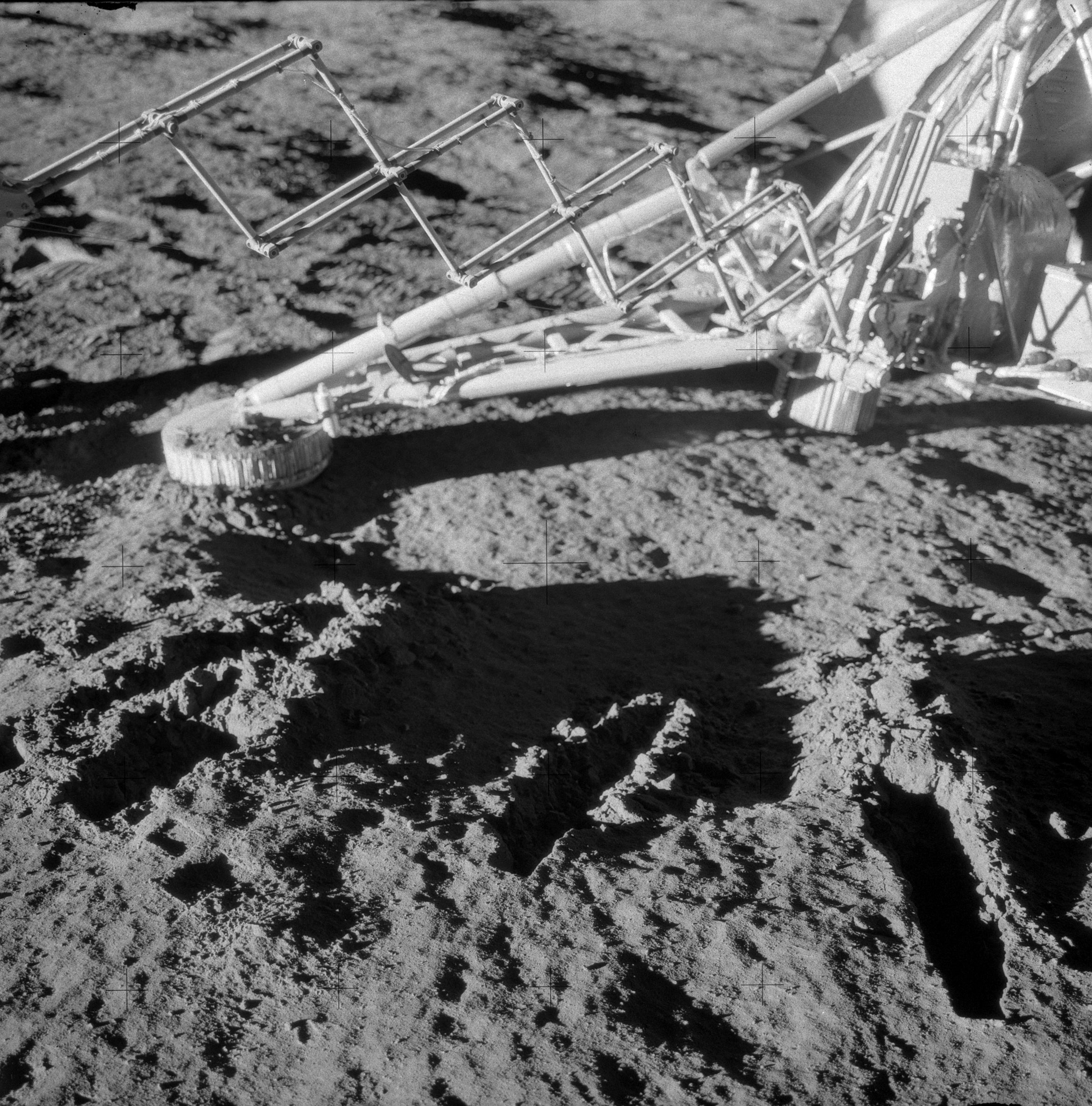
測量員3號的挖斗。

土壤結構取樣器被設計成可以對月球表面的土壤進行挖、刮、和掘溝，並在傳輸月球表面的材料時進行拍照，以便能確定月球表面的屬性。取樣器安裝在電視攝影機的下方，主要是一個大約長120毫米，寬50毫米的挖斗。挖斗包括一個由電動馬達控制可以打開和關閉，有鋒利葉緣的容器；在斗門上附加一個小的足墊以在平滑的月球表面上工作。挖斗能攫取月球表面上直徑最大約為32毫米的固體，或是體積最多100立方公分的顆粒狀月球土壤物質。挖斗安裝在可以延展達1.5公尺的伸縮儀上，或是縮入靠近太空船的驅動馬達。伸縮儀能以電動馬達在方位角-72度至+40度之間，或130毫米的高度範圍內移動，它也能在重力和彈簧力的作用向下挖掘月球的表面。月球表面取樣器共執行了7次載重測試、4次挖溝測試和13次的撞擊測試。在10次個別的操作中，總共運作了18小時22分鐘。由於登陸之後的太空船是利用遙測來控制的，因此無法獲得馬達的電流和施加於表面力量的測量值，但是仍然可以估計。彈簧扭距的小彈性常數妨礙了撞擊測試對密度的測量，載重測試觀察到下陷了38至50毫米，溝槽的挖掘深度達到175毫米。結構和它的電子輔助設計使他有足夠的能力在月球表面進行操作。

## 外部連結
- 測量員計畫的結果 (PDF) 1969年 （页面存档备份，存于）(英文)
- 阿波羅12號帶回的測量員3號材料和照片的分析(PDF) 1972年 （页面存档备份，存于）(英文)
- 阿波羅12號任務帶回的測量員3號表面取樣分析檢測(PDF) 1971年 （页面存档备份，存于）(英文)
- 阿波羅12號帶回的測量員3號物件和材料－月球作用的評估，1971年1月 (PDF) （页面存档备份，存于）(英文)